# Órbigo
L'Órbigo è un fiume della Spagna nordoccidentale, un affluente dell'Esla che scorre nelle province di León e Zamora, nella comunità autonoma della Castiglia e León. Ha una lunghezza di 162 km e drena un bacino di 4.995 km². Il suo letto dà origine a una delle valli più fertili della Spagna tanto per ricchezza di vegetazione che per le specie animali.

## Geografia
L'Órbigo nasce dall'unione dei fiumi Luna e Omaña, nel paese di Santiago del Molinillo. Scorre da nord a sud nella provincia di León e sfocia nel fiume Esla a valle della città di Benavente.
I principali affluenti dell'Órbigo sono:
- il Duerna, con una lunghezza di 54 km ed un bacino di 317 km²;
- il Tuerto;
- lo Jamuz;
- l'Eria, con una lunghezza di 110 km.

Menzione a parte merita la Presa Cerrajera, che devia temporaneamente una parte del corso dell'Órbigo.
Il fiume Órbigo viene attraversato dal Cammino di Santiago nella località di Hospital de Órbigo, in provincia di León.
Il fiume scorre nel territorio dei comuni di Cimanes del Tejar, Llamas de la Ribera, Carrizo, Turcia, Santa Marina del Rey, Benavides, Villares de Órbigo, Hospital de Órbigo, Bustillo del Páramo, Villarejo de Órbigo, Villazala, San Cristóbal de la Polantera, Soto de la Vega, Regueras de Arriba, La Bañeza, Cebrones del Río, Roperuelos del Páramo, Quintana del Marco, Alija del Infantado e Pozuelo del Páramo nella provincia di León, di Coomonte, Maire de Castroponce, Fresno de la Polvorosa, Pobladura del Valle, Morales del Rey, La Torre del Valle, Villabrázaro, Manganeses de la Polvorosa, Santa Cristina de la Polvorosa, Benavente, Villanueva de Azoague e Santa Colomba de las Monjas nella provincia di Zamora.